# Total Productive Maintenance
Total Productive Maintenance (TPM) (em português, Manutenção Produtiva Total) é um sistema desenvolvido no Japão a fim de eliminar perdas, reduzir paradas, garantir a qualidade e diminuir custos nas empresas com processos contínuos. A sigla TPM foi registrada pelo JIPM ("Instituto Japonês de Manutenção de Planta"). A letra "T", de "Total", significa o envolvimento de todos os empregados.

## História
Nos Estados Unidos, depois da Segunda Guerra Mundial, apareceram várias teorias de manutenção preventiva e produtiva, que incluía a engenharia de máquinas, focada na fácil manutenção.
Na década de 1950, as teorias japonesas foram adotadas para uso comercial pelos americanos. Na década seguinte, é criado o prêmio da excelência em manutenção produtiva (PM) pela Associação Japonesa de Manutenção) e é fundado o JIPES (Japan Institute of Plant Engineers, "Instituto Japonês de Engenheiros de Fábrica"), que se tornaria o JIPM (Japan Institute of Plant Maintenance, "Instituto Japonês de Manutenção de Fábrica").
Em 1971, Nippon Denso, fabricante de peças auxiliares de automóvel, aplica à manutenção a participação dos operários de produção: nasce a Manutenção Autônoma e a Manutenção Produtiva Total.

## Pilares
A TPM se sustenta sob os seguintes pontos-chave:

### Melhorias Dirigidas
São as melhorias voltadas à intervenção no processo produtivo, com o objetivo de melhorar a efetividade da instalação. Cuida de incorporar e desenvolver um processo de melhoria contínua, buscando eliminar as grandes perdas ocasionadas no processo produtivo. Para tanto, é necessário utilizar ferramentas de análise, que são ferramentas que auxiliam a eliminar os problemas de raiz.
- Perdas nas Máquinas: Quebra de máquinas
- Perdas de Mão de Obra: Absenteísmo e acidentes
- Perdas em Métodos: Na administração da empresa, são perdas por movimentos, organização da linha, transporte, ajustes e medidas.
- Perdas de Matéria Prima: Perdas de materiais, rejeitos, ferramentas e moldes.
- Perdas de Energia: Eletricidade e Gás
- Perdas Ambientais: Emissões e efluentes

### Manutenção Autônoma
Engloba as atividades que os operários de uma fábrica realizam para tratar corretamente seu espaço de trabalho, maquinário, qualidade do que fabrica, segurança e compartilham o conhecimento obtido do trabalho cotidiano.
Este pilar está vinculado à equipe de gestores dos departamentos de produção e está coordenado com outros pilares TPM, como a manutenção planificada, melhorias dirigidas, manutenção de qualidade, etc. Por isso, é necessário que seja adquirida uma cultura de ordem e asseio (5S), que é um elemento primordial para que sejam atingidas as metas esperadas.

### Manutenção Planejada
Rotinas de manutenção baseada nas taxas de falhas medidas e/ou previstas.

### Gestão de Equipamentos Novos
Conhecimento prático e compreensão dos equipamentos da fabricação, adquiridos através do TPM para melhorar o projeto de equipamentos novos.
Toda experiência que se obtenha sobre as máquinas de produção deve ser aplicada no momento de adquirir e/ou fabricar novos equipamentos, a fim de melhorar sua manutenção, tendo em conta a redução do tempo de manutenção com melhores acessos, maior confiabilidade, facilidade para limpeza, trabalho em equipe, etc, procurando ainda reduzir o tempo ocioso da equipe.

### Treinamento e Educação
Preencher eventuais lacunas pela falta de conhecimento para alcançar os objetivos do TPM. Aplicável aos operadores, pessoal de manutenção e gestores.

### Ambiente de trabalho seguro e saudável
Manter um ambiente de trabalho seguro e saudável.

### TPM em Administração
Aplicar técnicas de TPM para práticas administrativas.